# Vattenpolo vid medelhavsspelen 1987
Vattenpoloturneringen vid medelhavsspelen 1987 avgjordes i Latakia i Syrien. Endast herrarnas vattenpoloturnering genomfördes. I herrarnas turnering tävlade fem lag: Italien, Spanien, Turkiet, Grekland och Syrien.

## Medaljsummering
| Gren                          | Guld    | Silver  | Brons   |
| Herrarnas vattenpoloturnering | Italien | Spanien | Turkiet |

## Placeringar
| \| Pl. \| Lag \| \| --- \| -------- \| \| \| Italien \| \| \| Spanien \| \| \| Turkiet \| \| 4. \| Grekland \| \| 5. \| Syrien \| |          |
| Pl. | Lag      |
| | Italien  |
| | Spanien  |
| | Turkiet  |
| 4. | Grekland |
| 5. | Syrien   |